# Maria Moninckx
Maria Moninckx, auch Maris Moniae oder Maria Monicks (* 1676 in Den Haag; † 1757 in Amsterdam), war eine niederländische Malerin und Illustratorin der Botanik, etwa ein Viertel der Zeichnungen des sogenannten Moninckx-Atlas stammen von ihr.

## Leben
Maria Moninckx wurde 1676 in Den Haag als Tochter von Johannes Monickx und Ariaentje Pieters geboren. Sie wuchs in Den Haag unter Malern und Malerinnen auf. Ihr Vater war Johannes Moninckx, ihre Großeltern Cornelis Moninckx und Maria ter Borch, Schwester von Gesina ter Borch. Ihre Großtante war Machteld Moninckx und ihr Onkel war Pieter Moninckx, der mit Judith van Nieulandt, ebenfalls eine Tochter einer Malerdynastie, verheiratet war. Ihr Geburtsjahr ist ungewiss. Bei ihrer Heirat am 18. April 1723 in Amsterdam mit dem 46-jährigen Geschäftsmann Martinus de la Ruel (1676–1759) gab sie ein Alter von 47 Jahren an. Die Ehe blieb kinderlos. Ihr Mann stammte auch aus einer Malerfamilie, malte jedoch nicht selbst.

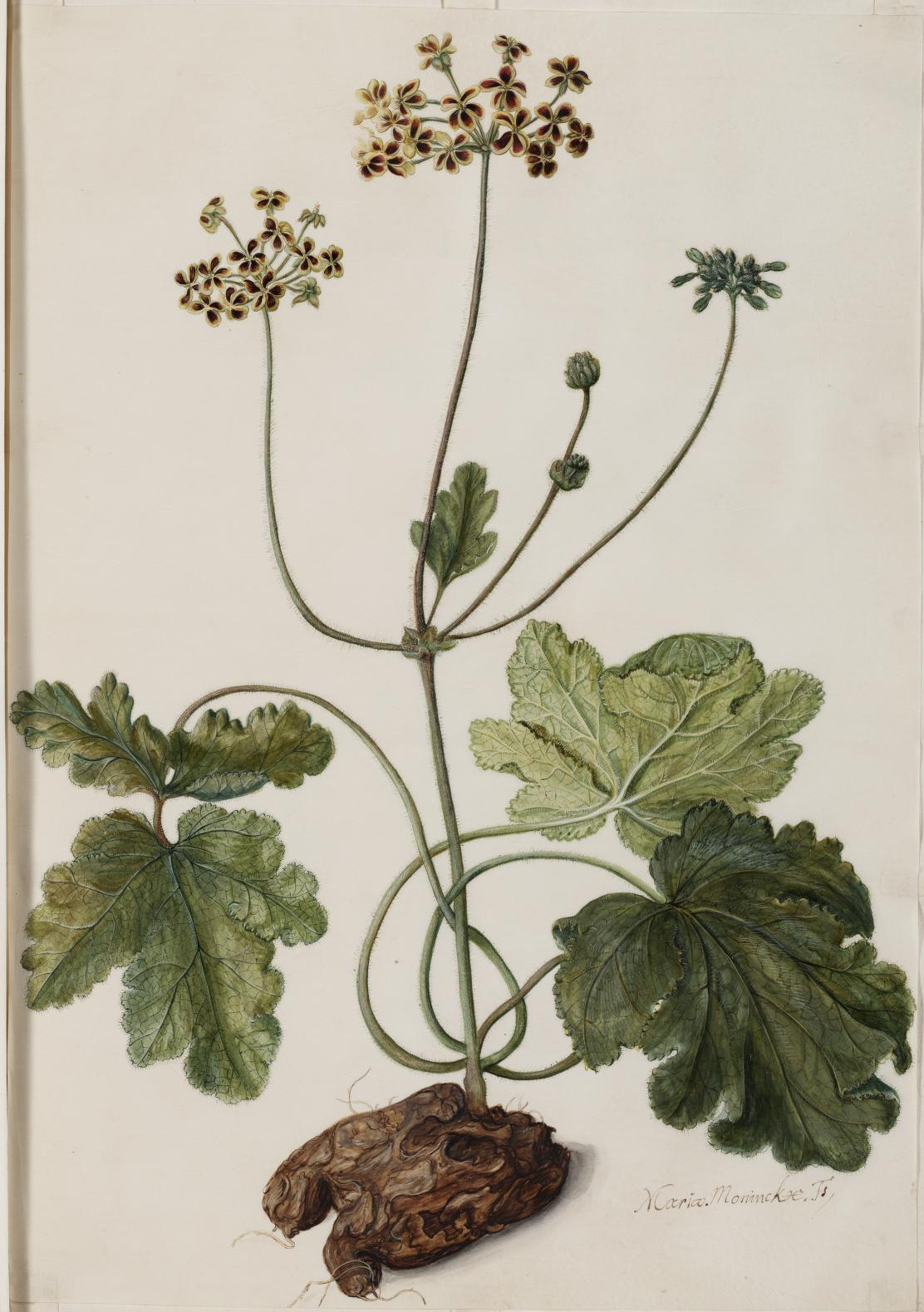
Pelargonium lobatum (Burm.f.) Willd

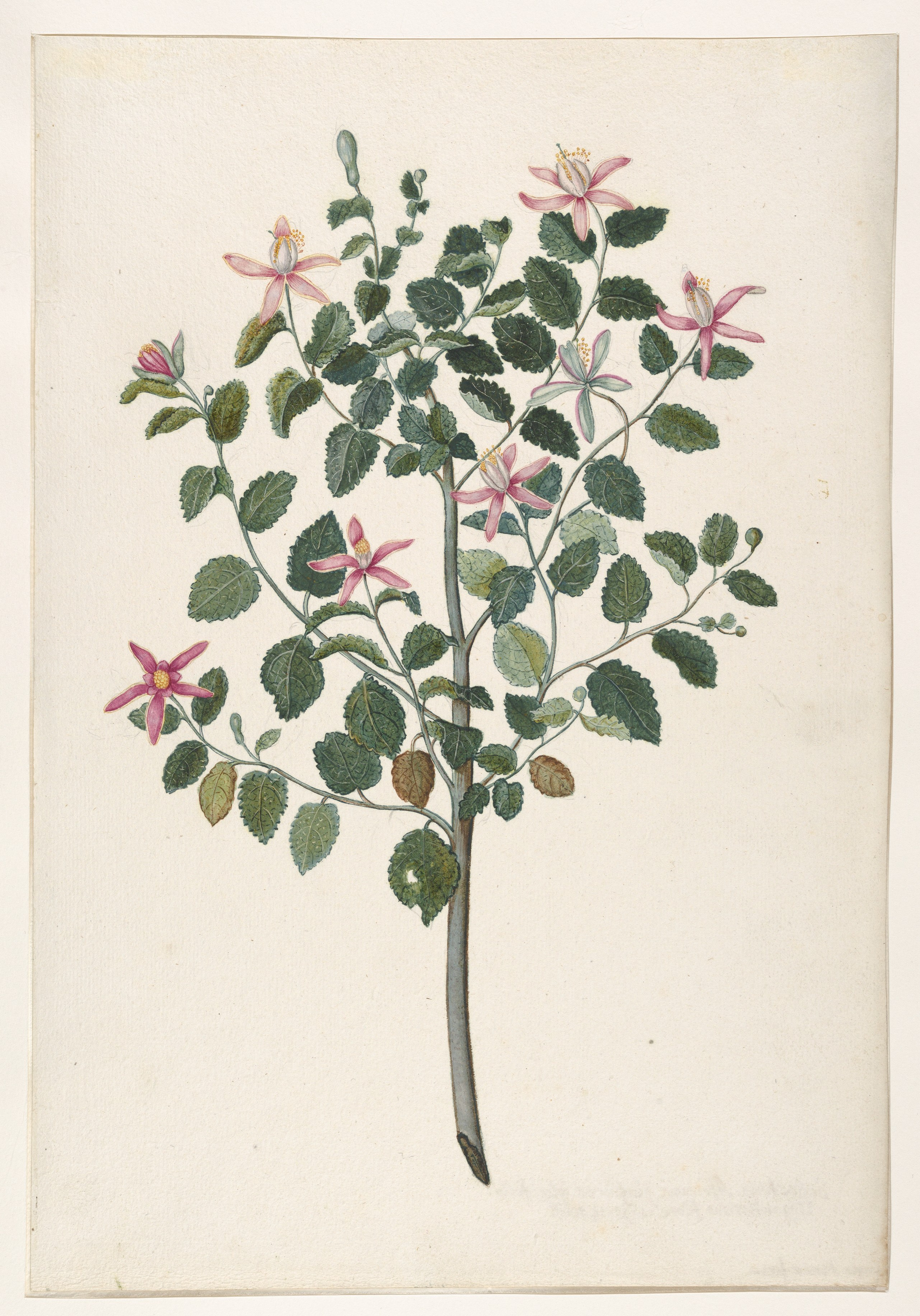
Sebastiana africana purpurea

Maria Moninckx arbeitete als Blumenmalerin bei Jan Moninckx (ca. 1653–ca. 1708), einem Dekorationsmaler, der von 1672 bis 1675 in Delfland und nach seiner Heirat in Amsterdam tätig war. Die familiäre Beziehung zwischen ihnen ist nicht bekannt. Wahrscheinlich ist sie aufgrund dieser Zusammenarbeit nach Amsterdam gezogen. Zusammen mit Alida Withoos und Johanna Helena Herolt arbeitete Maria Moninckx als Zeichnerin am sogenannten Moninckx-Atlas, in dem zwischen 1686 und 1749 viele Pflanzen aus dem Hortus Botanicus Amsterdam in Aquarellen erfasst wurden. Von insgesamt 425 Aquarellen exotischer Nutzpflanzen, unter anderem aus Ceylon und anderen Teilen Asiens, aus Südamerika und Südafrika, stammen 101 von Maria Moninckx. Sie erhielt als Lohn ungefähr vier Gulden pro Zeichnung von Jan Moninckx. Nur zwei direkte Zahlungen an Maria Moninckx sind dokumentiert: 1709 und 1724 erhielt sie zwölf bzw. acht Gulden für ihre Arbeit. Darüber hinaus wird in einem Katalog von A. van de Mieden aus dem Jahr 1802 in Den Haag lediglich „Blumen von Maria Moninckx auf Pergament“ erwähnt.
Maria Moninckx starb im Februar 1757 und wurde am 26. Februar beigesetzt.